# Ziua îndrăgostiților (film)
Ziua Îndrăgostițior (en.: Valentine's Day) este un film din 2010, cu Taylor Swift, Taylor Lautner, Jessica Alba, Alex Williams, Julia Roberts și alții